# Christian Planer
Christian Planer (* 15. Mai 1975 in Kufstein, Tirol) ist ein ehemaliger österreichischer Sportschütze.
Sein erlernter Beruf ist Büchsenmacher, er betreibt seit 1985 Schießsport und ist darüber hinaus Trainer beim Österreichischen Schützenbund. Planer lebt in Walchsee (Tirol) und betreibt dort ein Fachgeschäft für Schießsportartikel, Waffen und Muniotion.

## Erfolge
- Vielfacher österreichischer Staatsmeister
- Mehrfacher österreichischer Rekordhalter
- Weltrekordinhaber KK Liegendmatch Team
- Weltrekordinhaber KK Dreistellung Team
- Bronzemedaille Olympische Spiele Athen KK Dreistellung 2004
- 3. Platz Weltmeisterschaften LG Team 2006
- Vizeweltmeister KK Liegendmatch Team 2006
- Vizeweltmeister KK Dreistellung Team 2006
- Vizeweltmeister GK Dreistellung Team 2006
- 1. Platz Weltcup Resende LG 2006
- Vizeeuropameister LG Team 2006
- 3. Platz IWK München LG 2006
- Europameister LG Team 2005
- 1. Platz IWK München LG 2005
- Europameister KK Liegendmatch Team 2003
- Europameister KK Dreistellung Team 2003
- Vizeeuropameister GK Liegendmatch 2003
- 3. Platz Europameisterschaften GK Liegendmatch Team 2003
- 3. Platz Europameisterschaften GK Standardgewehr Team 2003

Außerdem ist Christian Planer einer der wenigen Schützen, die während ihrer aktiven Karriere unter den damaligen Bedingungen bei einem internationalen Wettkampf mit dem Luftgewehr bereits 600 von 600 möglichen Ringen erzielten. Durch Verbesserung von Material und Technik, ist dies heute keine Seltenheit mehr, für die damalige Zeit aber beachtlich.